# Stavroúla Antonákou
Stavroúla Antonákou (en grec moderne : Σταυρούλα Αντωνάκου), née le 2 mai 1982 au Pirée, est une joueuse de water-polo et une femme politique grecque.

## Biographie
Stavroúla Antonákou fait partie de l'équipe de Grèce de water-polo féminin terminant huitième des Jeux olympiques d'été de 2008 à Pékin. Elle est sacrée championne du monde en 2011, vice-championne d'Europe en 2010 et en 2012 et remporte deux médailles de bronze en Ligue mondiale (2010 et 2012).
Aux élections législatives grecques de janvier 2015, elle est élue députée au Parlement grec sur la liste de La Rivière dans la première circonscription du Pirée. Elle ne conserve pas son poste aux élections législatives grecques de septembre 2015, anticipées à la suite de la démission du Premier ministre Aléxis Tsípras.